# 布雷斯特海戰
布雷斯特海战（英語：Battle of Brest），又名龐費勒河海战（英語：Battle of the River Penfeld），是英法百年戰爭的附屬戰爭─布列塔尼爵位繼承戰爭中的一場海戰，發生在1342年8月18日。一支偽裝成商船的英格蘭艦隊與法蘭西支持的夏尔·德·布卢瓦手下的熱那亞傭兵艦隊所發生的衝突。

## 背景
1342年7月，夏尔·德·布卢瓦率領法蘭西─布列塔尼聯軍與來自熱那亞的傭兵發動尚托索戰役，重創英格蘭人支持的让·德·蒙福尔，並俘虜了讓本人。接著夏爾迅速將勢力範圍從核心的布列塔尼東部擴展到蒙福爾派控制的西部。夏爾依據妻權主張布列塔尼公爵的繼承權，讓則是以前公爵同父異母的弟弟為由主張繼承權。蒙福爾得到少數布列塔尼貴族的支持，更重要的是有英王愛德華三世的口頭支持。但愛德華兩度未能依約出兵增援與提供補給（一次是前公爵過世的第二年；另一次是讓在南特遭夏爾俘虜時。），造成蒙福爾派的信心動搖，紛紛不戰而降。到7月底，欧赖、瓦讷、盖姆内與埃讷邦等主要城鎮都已淪陷，只剩下要塞港口布雷斯特還在蒙福爾派的控制中。該地駐軍名義上由讓的妻子法蘭德斯的喬安娜為領袖，實際上由英軍將領沃特·曼尼和其230名英格蘭職業軍人領導。
英軍未依約準時抵達的原因很多，包含未能完成地方步兵與弓箭手的徵兵、拖欠加斯科涅當地英軍的薪資，以及缺乏跨越海峽運輸兵力的能力，這是百年戰爭期間最普遍也是最嚴重問題。7月初，休·勒德斯潘塞率領一小支軍隊在前往波爾多的路上經過布雷斯特。看到蒙福爾派的嚴峻情勢決定留下，然而僅靠這支小隊難以改變大局。7月中旬，布盧瓦派開始從海陸兩面圍攻布雷斯特。布盧瓦派擁有一支14艘槳帆船組成的艦隊，這是4年前由熱那亞傭兵隊長格里馬爾迪帶來的，曾參加1338年對朴茨茅斯和南安普敦的英吉利海峽海戰，以及斯勒伊斯海戰，這是法軍在這場海戰慘敗後為數不多的殘存艦隊。

## 戰鬥
英格蘭的援軍終於在8月初於朴茨茅斯集結，北安普頓伯爵威廉·德·博亨率領1350人乘坐260艘小型沿海運輸船出發，其中一些士兵遠從雅茅斯徵召而來。幾天後，幾艘法軍船艦前來攔截，但他們僅滿足於燒毀剛重建的朴茨茅斯並威脅漢普郡沿岸。英軍艦隊在出發三日後抵達布雷斯特附近，北安普頓伯爵是一位精明的指揮官，在觀察敵方布局後了解熱那亞艦隊已經就位，他無法讓軍隊登陸；另外熱那亞的快速槳帆船可以輕易摧毀他緩慢的運輸船隊，因此他決定立刻行動。
熱那亞艦隊在庞费勒河入口呈垂直線停泊。英軍船隊在岸上兩派人馬的注視下向熱那亞艦隊逼近。然而熱那亞艦隊完全沒有移動，其士兵大多還在岸上，指揮官未能將艦隊開往開闊水域截擊英軍。相反的，熱那亞傭兵陷入混亂，當英軍還在艱困的登船攻擊時，有三艘槳帆船竟在弱小的敵人面前撤離，開往埃洛恩河口逃往開闊海域。剩餘的11艘槳帆船被包圍，船員被迫上岸戰鬥，棄船的同時將其燒毀，法軍在布列塔尼海域的制海權被一舉摧毀。

## 戰後
英軍的增援除了大幅提升蒙福爾派的士氣，也嚴重影響了布盧瓦派及其盟友的士氣。夏爾相信英軍艦隊是由一支訓練有素菁英戰士組成，因此決定放棄圍城與殘餘的熱那亞人前往北布列塔尼。其他由卡斯提爾和熱那亞的傭兵組成的主力部隊，撤退到布爾訥夫後乘船返回伊比利亞。幾天後，博蒙勒羅歇伯爵羅貝爾率領800法蘭西援軍抵達，然而馬上就被法王腓力六世抽調大量部隊離開布列塔尼前往加萊防禦英軍可能的入侵（法軍間諜回報英格蘭南部正在集結部隊，但他們實際上要前往布列塔尼，而且因缺乏船隻而受阻。），更加嚴重打擊了布盧瓦派的勢力。一個月後，北安普頓伯爵以優勢火力和逆轉的士氣優劣在莫爾萊戰役重創布盧瓦派。蒙福爾派躲過慘遭殲滅的命運，開啟為期20年奪回公爵寶座的戰爭。